# Hubertus
Hubertus (ca. 656 – 30. maj 727) var frankisk biskop. Blev i 722 Lièges første biskop. Ridder Hubertus eller Hugbert af Liège/Lüttich var længe en lokal helgen knyttet til Ardennerne og det nordlige Rhinland uden forbindelse med jagt. Dyrkelsen af ham tog først fart i 1400-tallet. Ifølge en sen legende så han på en jagt på en helligdag en hjort med lysende takker eller et kors. Herefter besluttede han sig for at holde op med at gå på jagt. Legenden drejede sig oprindelig om Skt. Eustachius og blev først i senmiddelalderen bragt i forbindelse med Hubertus, som så blev jægernes helgen og skytspatron.  Hans helgendag er 3. november.
Hubertusjagten, som er et langt senere påfund, rides til ære for ham.